# Rauhwolliges Pommersches Landschaf

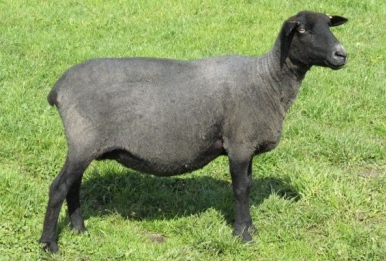
Rauhwolliges Pommersches Landschaf nach der Schur

Das Rauhwollige Pommersche Landschaf ist eine mittelgroße, feinknochige, robuste und sehr alte Hausschaf-Landrasse.

## Beschreibung
Das Gewicht schwankt zwischen 50 und 75 kg. Beide Geschlechter sind hornlos, was auch ein Zuchtziel ist. Die lange spinnfähige Mischwolle ist blaugrau bis bräunlich. Gelegentlich sieht man angedeutete Aalstriche auf dem Rücken. Der Kopf und die Beine sind unbewollt und nahezu tiefschwarz. Einzig die Stirn ist leicht bewollt. Bei den Böcken erfolgt mit zunehmendem Alter Mähnenbildung an Hals, Brust, Widerrist oder Flanke. Bei Altböcken reicht die Mähne mitunter bis zur Vorderbrust. Die Lämmer werden immer mit schwarzem Fell geboren. Sie ähneln den schwarzen Lämmern des Karakulschafes. Ungewöhnlich lang ausgedehnt ist die Brunstsaison. Sie dauert von August bis in den Januar.
Der Kopf ist keilförmig, verjüngt sich nach vorn, ist selten grob und zeigt selbst beim Bock eine edle Form. Die Rasse neigt zur Ramskopf-Bildung. Die Farbe des Kopfes soll durchweg dunkel sein. Oft zeigt sich am Maul eine hellere Tönung der Haare, die nicht als fehlerhaft angesehen wird. Der Kopf sollte bis zu den Ohren wollfrei bleiben und hornlos sein. Die Ohren sind im Allgemeinen grob und straff.
Das Rauhwollige Pommersche Landschaf ist bestens an das raue Küstenklima angepasst. Es trotzt allen Witterungsunbilden: Regen, Nässe und kaltem Wind. Selbst in sehr nassen Jahren leiden diese Tiere kaum. Hervorgehoben wird die geringe Anfälligkeit gegenüber Lungenwürmern. Auch Herzerkrankungen konnte man nicht beobachten.
Die Wolle eignet sich besonders gut für witterungsfeste Pullover und Jacken.

## Gefährdung
Die Schafrasse wurde nach dem Zweiten Weltkrieg zusehends seltener und drohte dem Trend nach Vereinheitlichung zum Opfer zu fallen. Das Rauhwollige Pommersche Landschaf verschwand fast vollständig von der Bildfläche. Eine undatierte Zählung ergab: ganze 46 Muttern, acht Jährlinge und sieben Böcke gab es zuletzt noch. Buchstäblich in letzter Minute setzte die UNO diese alte Landschafrasse dann aber auf die Rote Liste der vom Aussterben bedrohten Haustierrassen. Dies geschah nicht zuletzt durch das hartnäckige Engagement der vertriebenen Hinterpommern, die in Westdeutschland eine neue Heimat gefunden hatten.
Die Gesellschaft zur Erhaltung alter und gefährdeter Haustierrassen (GEH) hat diese Rasse in die Kategorie III (gefährdet) der Roten Liste (Stand Mai 2024) eingestuft. Sie hat auch eine Betreuerin dieser Rasse berufen.

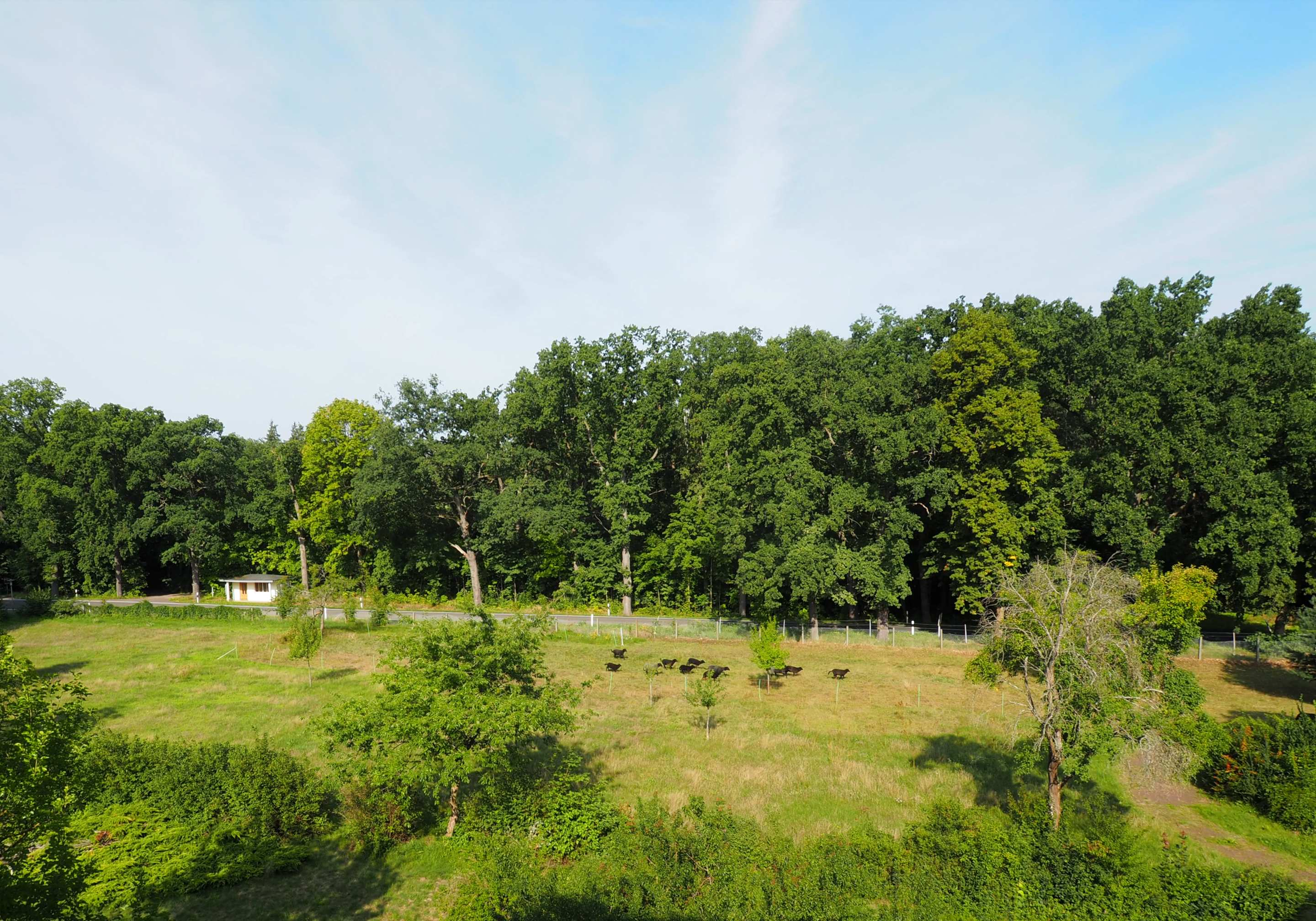
Pommersche Schafe als Landschaftspfleger in Friedensau